# Mikulińce (Śniatyn)
Mikulińce (ukr. Микулинці) – południowo-zachodnia dzielnica Śniatyn, do 1978 odrębna wieś.

## Historia
Wieś  założona w 1444.
W II Rzeczypospolitej, od 1934 roku, miejscowość została siedzibą zbiorowej gminy wiejskiej Mikulińce w powiecie śniatyńskim województwa stanisławowskiego,  gdzie we wrześniu 1934 utworzyła gromadę.
Po wojnie Mikulińce weszły w struktury ZSRR, gdzie w 1978 roku zostały włączone do Śniatyna.